# Molophilus (Molophilus) rasilis
Molophilus (Molophilus) rasilis is een tweevleugelige uit de familie steltmuggen (Limoniidae). De soort komt voor in het Australaziatisch gebied.